# Rokytá
Rokytá település Csehországban, a Mladá Boleslav-i járásban. Rokytá Mukařov, Dolní Krupá, Ralsko, Horní Bukovina és Bílá Hlína településekkel határos. Lakosainak száma 364 fő (2024. január 1.).

## Népesség
A település lakosságának változását az alábbi diagram mutatja:
| Lakosok száma | 790  | 705  | 726  | 437  | 235  | 192  | 267  | 286  | 324  | 364  |
|               | 1869 | 1890 | 1921 | 1950 | 1980 | 2001 | 2017 | 2019 | 2022 | 2024 |